# Eduardo II (película)
Eduardo II es una película de 1991 de temática homosexual dirigida por Derek Jarman basada en la obra de teatro Eduardo II de Christopher Marlowe.

## Argumento
En la Inglaterra del siglo XIV, el rey Eduardo II de Inglaterra (Steven Waddington) mantiene una relación amorosa con Piers Gaveston (Andrew Tiernan), un chico de origen humilde que se había criado junto a él pero que el rey había exiliado durante su adolescencia, al que Eduardo II ―cuando accede al trono― hace retornar a Inglaterra, y lo eleva socialmente otorgándole varios títulos nobiliarios. La esposa de Eduardo, Isabela de Francia (Tilda Swinton) es conocida como la «loba de Francia» y ―celosa de que su marido prefiera a su amante varón antes que a ella―, acepta el plan de su cruel amante Roger Mortimer (Nigel Terry) para, con ayuda de la nobleza, librarse en primer lugar de Gaveston y posteriormente derrocar al Rey y hacerse con el poder en Inglaterra.
Valiéndose de toda clase de anacronismos ―como mezclar en la ambientación y los vestuarios los estilos de la época isabelina y el siglo XX―, la película traza una analogía entre la Edad Media y la sociedad actual, en la que Jarman denuncia la persistencia de las actitudes frente a la homosexualidad, el sexo, el cuerpo y el pecado que se desarrollaron en el Medioevo europeo.

## Elenco
- Annie Lennox (1954-) como la Cantante (interpreta la canción «Every time we say goodbye», de Cole Porter).
- Steven Waddington (1968-) como el rey Eduardo II de Inglaterra.
- Andrew Tiernan (1965-) como su amante, Piers Gaveston.
- Tilda Swinton (1960-) como la reina Isabella de Francia.
- Nigel Terry (1945-2015) como Roger Mortimer, el amante de la reina.
- John Lynch (1961-) como Spencer (Hugo Despenser el Joven).
- Dudley Sutton (1933-) como el obispo de Winchester.
- Jerome Flynn (1963-) como Edmundo de Woodstock el conde de Kent.
- Jody Graber (c. 1978-) como príncipe Eduardo.